# Paradosso della nave di Teseo
Il paradosso della nave di Teseo esprime la questione metafisica dell'effettiva persistenza dell'identità originaria, per un'entità le cui parti cambiano nel tempo; in altre parole, se un tutto unico rimanga davvero sé stesso (oppure no) dopo che, col passare del tempo, tutti i suoi pezzi componenti sono cambiati (con altri uguali o simili).

## Storia
Plutarco narra che la nave in legno sulla quale viaggiò il mitico eroe greco Teseo fosse conservata nel corso degli anni, sostituendone le parti che via via si deterioravano. Giunse quindi un momento in cui tutte le parti usate in origine per costruirla erano state sostituite, benché la nave stessa conservasse esattamente la sua forma originaria. Ragionando su tale situazione (la nave è stata completamente sostituita, ma allo stesso tempo la nave è rimasta la nave di Teseo), la questione che ci si può porre è: la nave di Teseo si è conservata oppure no? Ovvero: l'entità (la nave), modificata nella sostanza ma senza variazioni nella forma, è ancora proprio la stessa entità? O le somiglia soltanto?
Tale questione si può facilmente applicare a innumerevoli altri casi; per esempio alla scrupolosa conservazione di alcuni antichi templi giapponesi (anch'essi principalmente in legno, come la nave di Teseo), per i quali ci si può domandare se siano ancora templi originali. Si può anche rivolgere il paradosso riguardo all'identità della nostra stessa persona che nel corso degli anni cambia ampiamente, sia nella sostanza che la compone sia nella sua forma, ma nonostante ciò sembra rimanere quella stessa persona.

## Nei media
Il paradosso è preso in esame nella serie Disney+ WandaVision: nel finale dell'episodio 9 i personaggi di Visione e Visione bianco interrompono il loro scontro per interrogarsi su quale dei due sia l'originale e quale una mera copia.